# Ofring
Ofring betegner i religiøse sammenhænge overdragelse af gaver, der kan bestå af madvarer, drikkevarer, dyr, mennesker, penge eller fysiske genstande, som led i dyrkelsen af guddommelige væsner. Begrebet ofring kan også bruges metaforisk til at beskrive en uselvisk god gerning for andre.
Ofringer omtales allerede i de ældst kendte skrifter i menneskehedens historie. Dyr, mennesker eller andet, som bærer tegn på at været ofret, er fundet i forbindelse med utallige arkæologiske udgravninger fra endnu ældre samfund.

## Baggrund
Hver offerhandling begrundes på forskellig vis, men størstedelen falder indenfor følgende kategorier:
- Guddommelige væsner behøver et offer, for at opretholde sin magt.
- Offergaver bruges som led i en handel eller forhandling med det guddommelige, hvor den ofrende forventer en form for modydelse.
- Offerdyret indeholder mana eller en anden overnaturlig kraft, som det behager guddommelige væsner at modtage.
- Offerdyret bruges som syndebuk, som derved bliver mål for en guddommelig vrede, som ellers ville ramme de ofrende.
- Ofring af fødevarer, som ellers er nødvendige for overlevelse, medfører en særlig asketisk disciplin.
- Offergaver er indkomstgrundlag for en religiøs organisation.
- Som led i en religiøs højtid ofres madvarer i form af et fællesmåltid.
- Ofring kan være en del af en pagt mellem guddommelige væsner og en gruppe.

## Eksempler
- Blot og andre ritualer i nordisk religion
- Ofring i romersk religion

- Wikimedia Commons har flere filer relateret til Ofring

| Religion | Spire Denne religionsartikel er en spire som bør udbygges. Du er velkommen til at hjælpe Wikipedia ved at udvide den. |